# Monumento naturale regionale del Sasso di Preguda
Gestore attuale :Parco Monte Barro

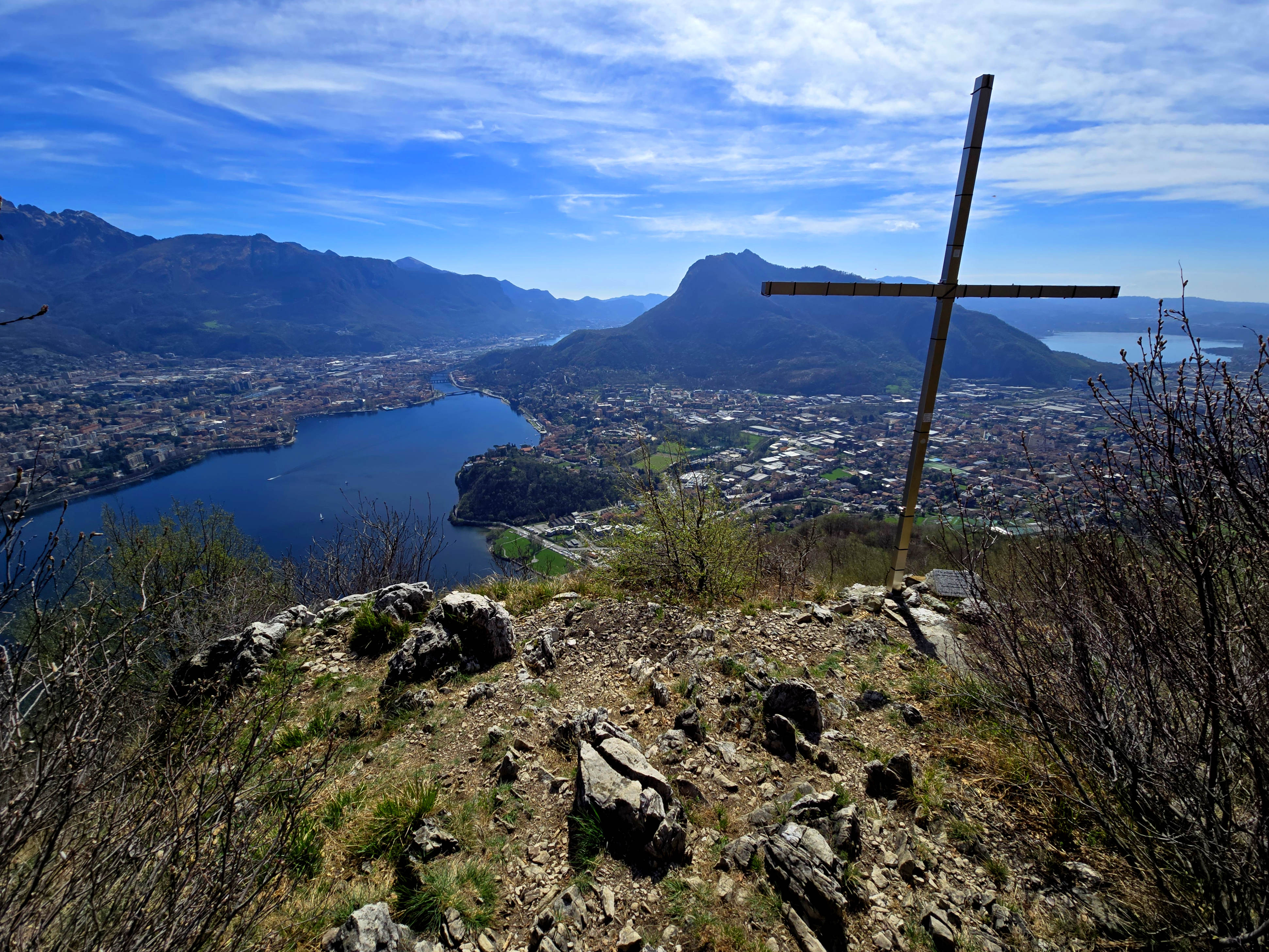
Vista da Sasso di Preguda: Lago di Como a sinistra, Lago di Annone a destra

Il monumento naturale regionale del Sasso di Preguda si trova a 647 m s.l.m., sulle pendici del Moregallo, nel territorio comunale di Valmadrera in provincia di Lecco. Il  sasso di Preguda è un masso erratico di granito ghiandone, proveniente dalla val Masino, ha forma vagamente piramidale, alto 7 m. Raggiungibile con un sentiero che parte dalla località Parè in circa un'ora di cammino, è affacciato sul Lario orientale che da qui si può dominare con una vista panoramica.
Addossata al masso è stata costruita una chiesetta dedicata a san Isidoro.
Una targa, posta nel 1978, ricorda Antonio Stoppani che dedicò un poemetto alla storia del masso.